# Антон Пчеларов
Антон Илиев Пчеларов е български офицер (полковник), командир на 2-ра гранична опълченска дружина през Сръбско-българска война (1885) и на 2-ра бригада от Македоно-одринското опълчение през Балканската война (1912 – 1913).

## Биография
Антон Пчеларов е роден на 17 януари 1862 или на 15 януари 1864 г. в Кючюккайнарджа, Силистренско. През 1882 година постъпва във Военното училище в София в и завършва през 1887 г.
По време на Сръбско-българската война (1885) командва на 2-ра гранична опълченска дружина от състава на Изворския отряд с която участва в боя при Цветков гроб (3 ноември) и селата Долна Лобата и Плоча. За проявеното мъжество е награден с военен орден „За храброст“ IV степен.
След войната взема участие в детронацията на княз Александър I Батенберг (1886). По-късно служи в 12-и пехотен балкански полк. От 1909 година подполковник Пчеларов е началник на военния картографски институт.
През Балканската война (1912 – 1913) Пчеларов командва на 2-ра бригада от Македоно-одринското опълчение. Награден е с военен орден „За храброст“ III степен. Уволнен е на 31 октомври 1918 г.
Полковник Антон Пчеларов умира през 1932 година в София. Погребан е в Централните софийски гробища.

## Военни звания
- Подпоручик (17 април 1887)
- Поручик (18 май 1889)
- Капитан (1894)
- Майор (18 май 1905)
- Подполковник (1911)
- Полковник (22 септември 1914)

## Награди
- Военен орден „За храброст“ III степен и IV степен